# Tetraponera perlonga
Tetraponera perlonga é uma espécie de formiga do gênero Tetraponera, pertencente à subfamília Pseudomyrmecinae.